# Condado de El Paso (Colorado)
El condado de El Paso (en inglés: El Paso County), fundado en 1861, es uno de los 64 condados del estado estadounidense de Colorado. En el año 2000 tenía una población de 604 542 habitantes con una densidad poblacional de 94 personas por km². La sede del condado es Colorado Springs.

## Geografía
Según la Oficina del Censo, el condado tiene un área total de 5517 km² (2130,1 mi²), de la cual 5506 km² (2125,9 mi²) es tierra y 8 km² (3,1 mi²) (0.15%) es agua.

### Condados adyacentes
- Condado de Lincoln - norte
- Condado de Elbert - norte, este
- Condado de Lincoln - este
- Condado de Crowley - sureste
- Condado de Pueblo - sur
- Condado de Fremont - oeste
- Condado de Teller - oeste

### Carreteras
- Interestatal 25
- U.S. Highway 24
- U.S. Highway 85
- Carretera Estatal de Colorado 83
- Carretera Estatal de Colorado 94
- Carretera Estatal de Colorado 115

## Demografía
En el 2000 la renta per cápita promedia del condado era de $46 844, y el ingreso promedio para una familia era de $53 995. En 2000 los hombres tenían un ingreso per cápita de $35 940 versus $26 252 para las mujeres. El ingreso per cápita para el condado era de $22 005. Alrededor del 8.00% de la población estaba bajo el umbral de pobreza nacional.

## Comunidades

### Ciudades y pueblos
- Calhan
- Colorado Springs
- Fountain
- Green Mountain Falls
- Manitou Springs
- Monument
- Palmer Lake
- Ramah

### Lugares designados por el censo y zonas no incorporadas
- Air Force Academy
- Black Forest
- Cascade-Chipita Park
- Cimarron Hills
- Ellicott
- Falcon
- Fort Carson
- Gleneagle
- Peyton
- Security-Widefield
- Rush
- Stratmoor
- Truckton
- Woodmoor
- Yoder